# Ed Di Giulio
Ed Di Giulio (* 13. Juni 1927 als Edmund M. DiGiulio; † 4. Juni 2004 in Malibu, Kalifornien) war ein US-amerikanischer Unternehmer.

## Leben
Di Giulio studierte an der Columbia University und arbeitete nach seinem Abschluss kurzzeitig bei IBM. Danach arbeitete er bei der Mitchell Camera Corporation, wo er bis zum Vice President aufstieg. 1968 gründete er die Cinema Products Corporation, eine Herstellungsfirma für Kameratechnik. 1969 erhielt Di Giulio zusammen mit Neils G. Petersen und Norman S. Hughes den Oscar in der Kategorie Wissenschaft und Entwicklung für ein noch für Mitchell entwickeltes Kamerareflex-System. Eine der ersten Entwicklungen von Cinema Products Corporation war die CP-16, eine 16-mm-Film-Kamera.
Di Giulio arbeitete mehrere Jahre mit Stanley Kubrick und entwickelte 1975 zwei Speziallinsen nach dessen Vorgaben für den Einsatz in Barry Lyndon und erhielt dafür eine Nennung im Abspann des Filmes. Di Giulio war es auch, der der Entwicklung von Garrett Brown, einem Mitarbeiter der Firma, den Namen Steadycam gab. Im Jahr 2000 erhielt er die John A. Bonner-Medaille, 2002 wurde er mit dem Gordon E. Sawyer Award für besondere Leistungen im wissenschaftlich-technischen Bereich der Filmindustrie ausgezeichnet. Er war lange Jahre im Vorstand des technischen Ausschusses der Academy of Motion Picture Arts and Sciences.
Di Giulio verstarb im Alter von 76 Jahren an Herzversagen; er hinterließ seine Frau, mit der er 47 Jahre verheiratet war, und eine Tochter.

## Auszeichnungen
- 1969: Oscar in der Kategorie Wissenschaft und Entwicklung
- 2000: John A. Bonner-Medaille
- 2002: Gordon E. Sawyer Award (Ehrenoscar)